# Akrotiri e Dhekelia
Akrotiri e Dhekelia (in greco Ακρωτήρι και τη Δεκέλεια?, Akrotīri kai tī Dhekelia, in inglese Akrotiri and Dhekelia, in turco Ağrotur ve Dikelya), ufficialmente le Aree delle Basi Sovrane di Akrotiri e Dhekelia sono uno dei territori d'oltremare britannici, posto nell'isola di Cipro e costituito da due distinte basi militari del Regno Unito. La base militare di Akrotiri si trova nelle vicinanze di Limassol, mentre quella di Dhekelia si trova a nord-est di Larnaca.
La superficie è di 254 km²; la popolazione è composta da circa 7 000 ciprioti e 7 500 persone tra militari e personale britannico. Le basi costituiscono aree dell'isola di Cipro rimaste sotto la sovranità britannica in base agli articoli 1 e 2 del Trattato Istitutivo contenuto nei trattati di Londra e Zurigo del 1959 sottoscritti dai governi di Regno Unito, Regno di Grecia e Turchia; il resto del territorio ha ottenuto l'indipendenza il 16 agosto 1960.
La loro importanza strategica è cresciuta dopo l'invasione turca del 1974 che ha portato alla nascita della Repubblica Turca di Cipro del Nord, strappando al controllo della repubblica cipriota il 40% dell'isola, comprese le regioni costiere settentrionali. L'occupazione non è stata riconosciuta da nessuno Stato del mondo, con l'eccezione della stessa Turchia.

## Popolazione
La popolazione cipriota parla la lingua greca e professa la religione greco-ortodossa, mentre i militari britannici parlano inglese e professano soprattutto l'anglicanesimo. Comunque anche gli abitanti ciprioti parlano come seconda lingua l'inglese.

## Centri abitati

### Akrotiri
- Episkopi Cantonment (Επισκοπή), sede del governatore di Akrotiri e Dhekelia
- Akrotiri (Ακρωτήρι)
- Trachoni (Τραχώνι)

### Dhekelia
- Agios Nikolaos (Άγιος Νικόλαος) ora sede della Ayios Nikolaos Station
- Dasaki Achnas (Δασάκι Άχνας)
- Dhekelia (Δεκέλεια)
- Strovilia (Στροβίλια)

## Monumenti
Ad Akrotiri si trovano il Castello di Kolossi e i resti del Santuario di Apollo Ilato.

## Moneta
Nel 2008 nell'isola di Cipro, esclusa la parte occupata da Cipro del Nord, è stato ufficialmente introdotto l'euro. Akrotiri e Dhekelia sono l'unico territorio britannico in cui l'euro sia valuta corrente.